# Hilara elegans
Espèce
Synonymes
- Calohilara elegans Frey, 1952
- Hilara (Calohilara) elegans Frey, 1952

Hilara elegans est une espèce d'insectes diptères de la famille des Empididae et de la sous-famille des Empidinae. Elle est trouvée en Birmanie.